# Bane NOR
Bane NOR SF是挪威負責鐵路基建的政府機構，前身為挪威鐵路管理局（Jernbaneverket），於 2016 年 12 月 31 日接管其業務並正式成立。現時，該機構擁有並負責營運、維護、開發挪威的鐵路網絡，包括軌道、車站和大部份的鐵路基礎設施。

## 歷史
Bane NOR於2016年2月5日由國王會同樞密院正式成立，並於 2017年1月1日開始營運，初期被稱為 。該公司的設立是當時由埃爾娜·索爾伯格領導的政府進行鐵路改革的一部分。
Bane NOR的法定宗旨是：提供便捷的鐵路基礎設施以及高效便捷的鐵路基礎設施服務（包括樞紐和終點站開發），作為國家鐵路網客運和貨運的基礎。該公司的主要職能是負責國家鐵路網的規劃、開發、管理、運營和維護，以及交通管理和鐵路財產管理。同時，該公司亦與此前負責挪威鐵路系統管理的挪威鐵路局簽訂協議，以繼承相關責任。
該公司由挪威交通部擁有，資金來源主要承繼於挪威鐵路局財產，同時亦包括向鐵路公司出售服務合約、軌道通行費和房地產收入。此外，該公司亦從NSB集團收購了 Rom Eiendom的所有權，亦擁有Bane Energi和Spordrift兩間子公司。

## 架構
現時，Bane NOR旗下設以下五個不同營運領域的部門：
- 發展部：負責規劃和實施新基礎設施項目

- 基礎設施部：負責現有基礎設施的管理、營運和維護，以及與改善現有基礎設施相關的投資項目
- 客戶和交通部：負責營運交通管理、營運時刻表、與列車營運商的協議以及乘客資訊
- 樞紐和物業部：負責物業的管理和開發
- 數位化和技術部：負責數位化和技術的開發和交付

由於該公司營運領域範圍甚廣，因此特別有四名員工負責跨部門合作事宜。

## 鐵路標準化
Bane NOR負責制定挪威的的各個鐵路技術領域內規範。技術法規是鐵路設施設計、建設和維護的重要管理工具和輔助工具。此外，鐵路專業能力的課程計劃和指導方針也為該公司管理。

## 事件
- 2022年8月9日，挪威廣播公司報道稱，Bane NOR承認去年冬季在薩爾特山的鐵路段除雪工作表現欠佳。鐵路公司Cargo Net表示會向Bane NOR索取1,700萬挪威克朗的賠償。瑞典國鐵SJ公司亦表示會就事件向Bane NOR作出索賠[12]。
- 2024年12月25日，由於列車與列車控制中心之間出現通訊故障，因此挪威所有列車服務被迫暫停[13]。

## 外部連結
- 官方網站